# József Szlávy
József Szlávy de Érkenéz et Okány (Okányi és érkenézi Szlávy József en hongrois), né le 23 novembre 1818 à Győr et mort à Zsitvaújfalu le 8 août 1900, est un homme d'État hongrois.
À la tête de différents ministères, président de la Chambre des magnats (1894–1896), il fut premier ministre de la Hongrie du 4 décembre 1872 au 1er mars 1874.